# Alt-Eberstein

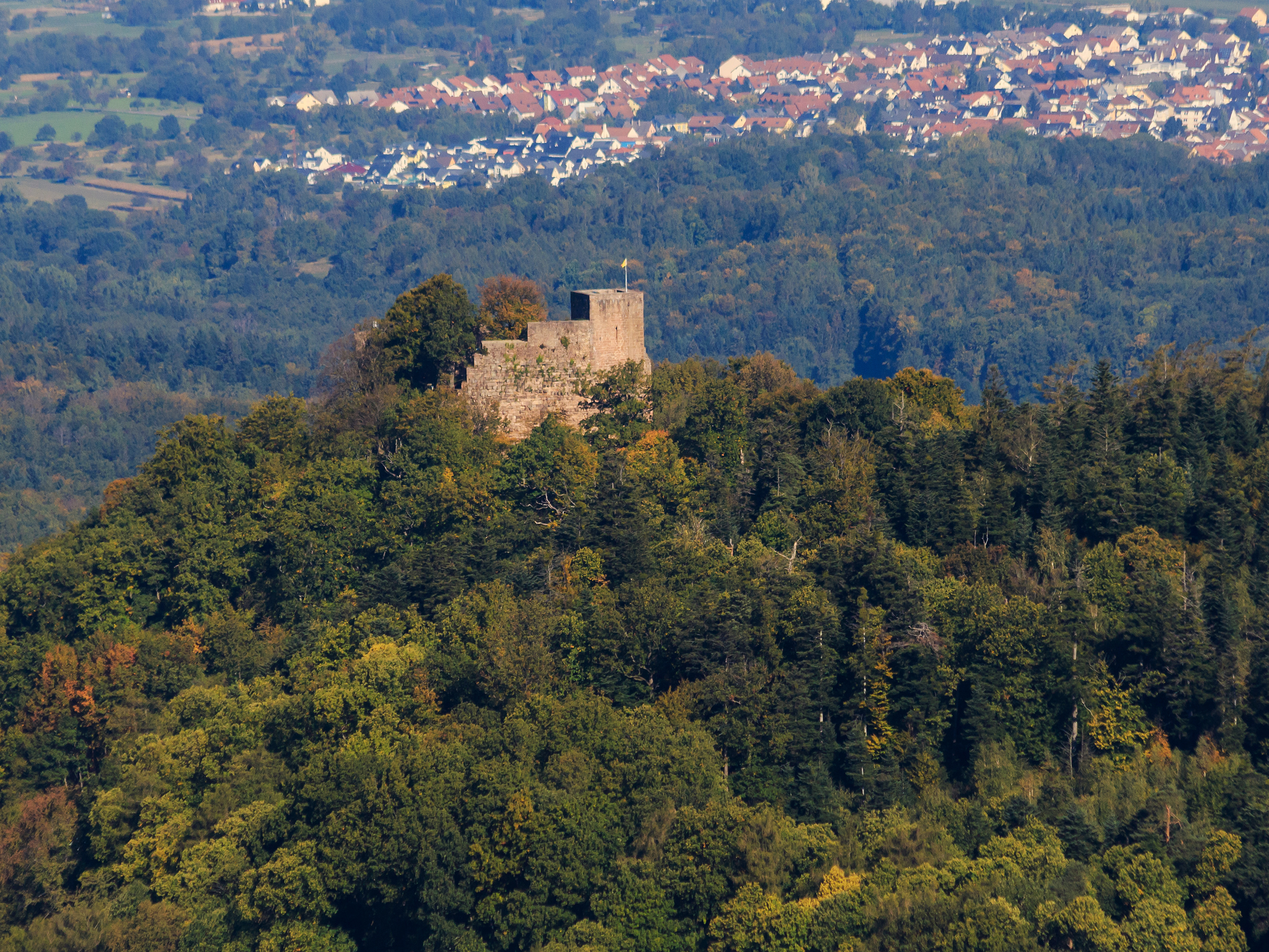
Ruine Alt-Eberstein aus Sicht vom Merkur

Die Burg Alt-Eberstein ist die Ruine einer Spornburg auf einer dem Schlossberg nördlich vorgelagerten Bergkuppe direkt über dem Baden-Badener Stadtteil Ebersteinburg in Baden-Württemberg. Sie ist die Stammburg der Grafschaft Eberstein.

## Geschichte
Die Spornburg, auf einem strategisch günstigen 480 m ü. NN hohen Bergkegel gelegen, entstand vermutlich um 1100 als Sitz der Grafen von Eberstein. Der älteste Teil der Burg ist die Schildmauer. Erstmals erwähnt wurde die Burg 1197 als Castrum Eberstein. Die Grafen von Eberstein errichteten in der zweiten Hälfte des 13. Jahrhunderts die nahe Burg Neu-Eberstein und nahmen beginnend mit Otto I. (1207–1279) dort auch ihren Hauptsitz, während die alte Burg 1240 im Zuge der Hochzeit von Kunigunde von Eberstein mit Markgraf Rudolf I. von Baden jeweils hälftig als Mitgift an Kunigunde und durch Verkauf an Rudolf I. kam. 1288 kam auch der Burgweiler Ebersteinburg an die Badener.
Nachdem die Burg Alt-Eberstein an die Markgrafschaft Baden übergangen war, ließen die Markgrafen wohl bedeutend erweitern und nutzten sie zeitweise sogar als Residenz; bald wurde sie jedoch an Burgmannen vergeben. 1290 wird Johann von Berwartstein als Burgmann genannt. Um 1400 brachte man auf der Burg das markgräfliche Archiv unter.
1434 wurde auf der Burg Agnes von Baden interniert. Diese hatte durch den „Zwillingssturz von Gottorf“ Kinder ihres Gatten Gerhard VII. geboren, die vor der Ehe gezeugt waren, was zu Erbstreitigkeiten nach dem frühen Tod Gerhards führte. Als Agnes dann noch die weiteren Heiratspläne ihres Bruders Jakob I. von Baden durch eine Verlobung mit Hans von Höwen, einem Verehrer aus früheren Tagen, durchkreuzte, ließ Markgraf Jakob I. seine Schwester für den Rest ihres Lebens auf der Burg Eberstein internieren. Agnes starb dort erblindet in den ersten Wochen des Jahres 1473.
Nach Agnes’ Tod bezog der badische Haushofmeister Hans von Bergen die Burg, ihm folgten weitere Amtsträger. Spätestens 1573 war Alt-Eberstein unbewohnt und die zugehörigen Güter wurden an die Gemeinde vergeben. Die Ruine entwickelte sich schließlich zum beliebten Steinbruch für an Baumaterial interessierte Ebersteinburger.
Konservatorische Maßnahmen an der Ruine finden seit dem 19. Jahrhundert statt.

## Anlage
Von der einstigen Burganlage sind heute im Wesentlichen nur noch die Schildmauer und der nachträglich auf die Schildmauer aufgesetzte Bergfried vorhanden. Der Bergfried in der Südostecke der Anlage hat einen quadratischen Grundriss und eine Höhe von 18 Metern. Die sich vom Bergfried nach Westen anschließende Schildmauer aus Porphyrkonglomeratblöcken hat eine Höhe von 14 Metern und eine Länge von 30 Metern. Nach Nordwesten erstreckt sich von Bergfried und Schildmauer aus der etwa 20 Meter × 20 Meter große Burghof, der nach Westen und Osten jeweils von Mauern und Zwingern, nach Norden durch einen geräumigen Palas abgeschlossen war. Südöstlich der Kernburg schloss sich eine Vorburg an.

## Heutige Nutzung
Die Ruine Alt-Eberstein zählt zu den landeseigenen Monumenten und wird von der Einrichtung Staatliche Schlösser und Gärten Baden-Württemberg betreut. Im Innern des Bergfrieds führt eine Treppe zur Aussichtsplattform, von der sich ein Ausblick bietet auf Ebersteinburg und den Nordschwarzwald, in das untere Murgtal bei Gaggenau sowie in die Oberrheinische Tiefebene und ihre Randgebirge Pfälzerwald, Odenwald und Vogesen.

## Sage

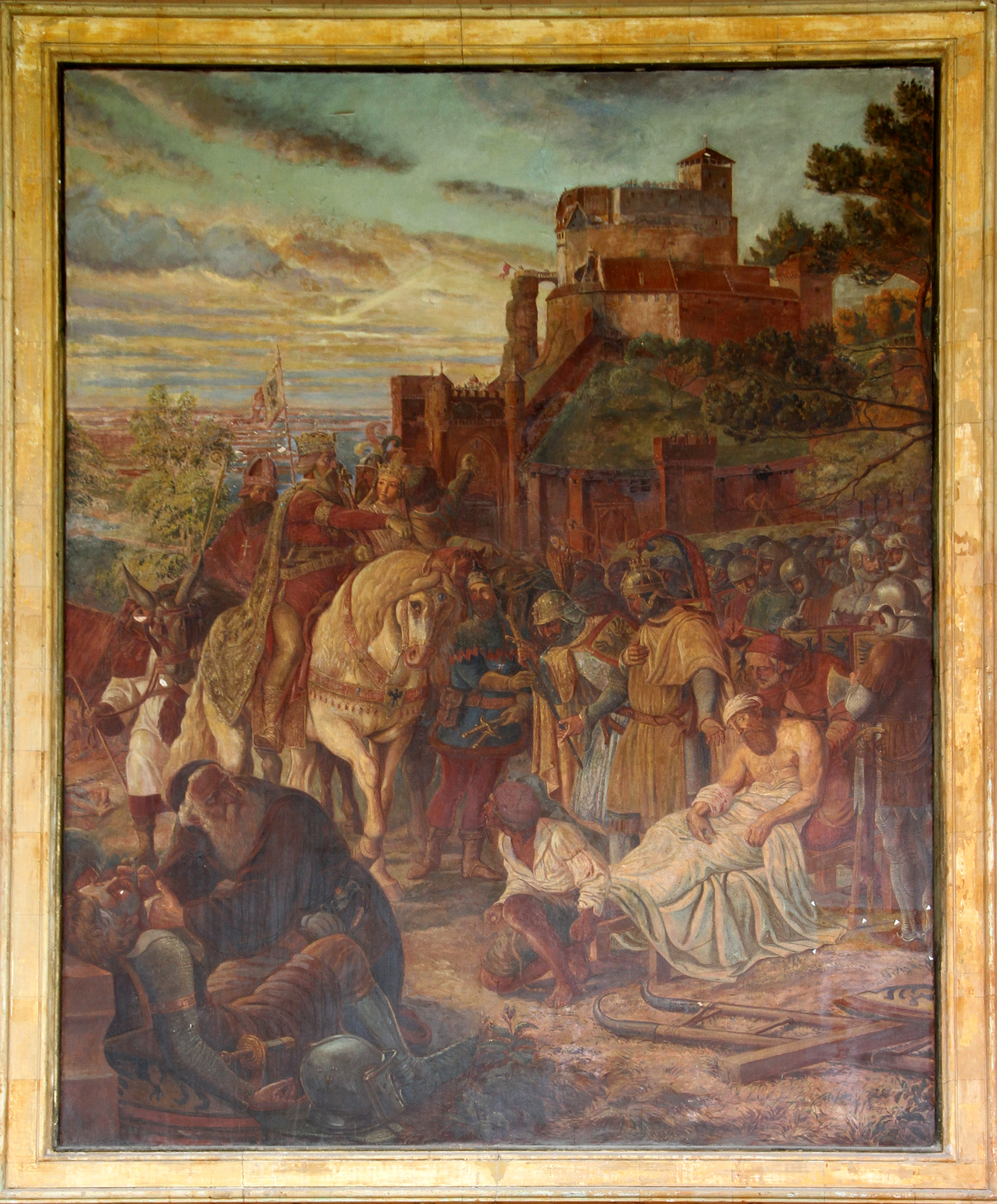
Fresko von Jakob Götzenberger in der Trinkhalle Baden-Baden, 1844

Um die Burg Alt-Eberstein rankt sich eine Sage, die in der Trinkhalle Baden-Baden bildlich dargestellt ist:
Der Straßburger Bischof lag im Streit mit Kaiser Otto I., in dem die Grafen von Eberstein dem Bischof zur Seite stehen. Der Kaiser ist darüber wenig erfreut und beschließt die Belagerung der Burg, um die Grafen auszuhungern. Als nach über einem Jahr noch kein Erfolg der Belagerung abzusehen ist, denkt sich der Kaiser eine List aus, um der Burg habhaft zu werden. Er lädt die Grafen zu einem Turnier nach Speyer ein. Sein Hintergedanke ist, ohne die Anwesenheit der Grafen die Burg leicht einzunehmen. Des Kaisers Tochter findet jedoch Gefallen am jüngsten Grafen und verrät ihm den Plan ihres Vaters. Die eiligst zurückkehrenden Grafen von Eberstein können den erneuten Angriff der kaiserlichen Soldaten gerade noch abwehren und bleiben siegreich. Da die Soldaten des Kaisers nicht allzu strebsam waren, sind die Kornkammern und Weinkeller der Grafen gut gefüllt und können noch einer längeren Belagerung standhalten. Um dies auch dem Kaiser zu verdeutlichen, zeigen die Grafen den kaiserlichen Inspektoren ihre Vorräte. Der Kaiser, den die Belagerung zu viel Geld kostet, zeigt sich von der Listigkeit der Grafen beeindruckt und macht sie zu seinen Verbündeten, indem er seine Tochter Wendelgard dem jüngsten Grafen Eberhard zur Frau gibt.